# Batophila
Batophila es un género de escarabajos de la familia Chrysomelidae. En 1860 Foudras describió el género. Esta es la lista de especies que lo componen:
- Batophila aerata Marsham, 1802
- Batophila alticola Doeberl, 2003
- Batophila angustata Wang, 1992
- Batophila beroni Gruev, 1990
- Batophila costata Scherer, 1989
- Batophila costipennis Wang in Wang & Yu, 1997
- Batophila dogueti Doberl, 1994
- Batophila fallax Weise, 1888
- Batophila femorata Scherer, 1989
- Batophila fragariae (Wang, 1992)
- Batophila impressa (Wang, 1992)
- Batophila moesica Heikertinger, 1948
- Batophila nepalica Doeberl, 2003
- Batophila olexai Král, 1964
- Batophila potentillae (Wang, 1992)
- Batophila punctifrons (Wang, 1992)
- Batophila pyrenaea Allard, 1866
- Batophila rubi Paykull, 1799